# Prix Alfred P. Sloan

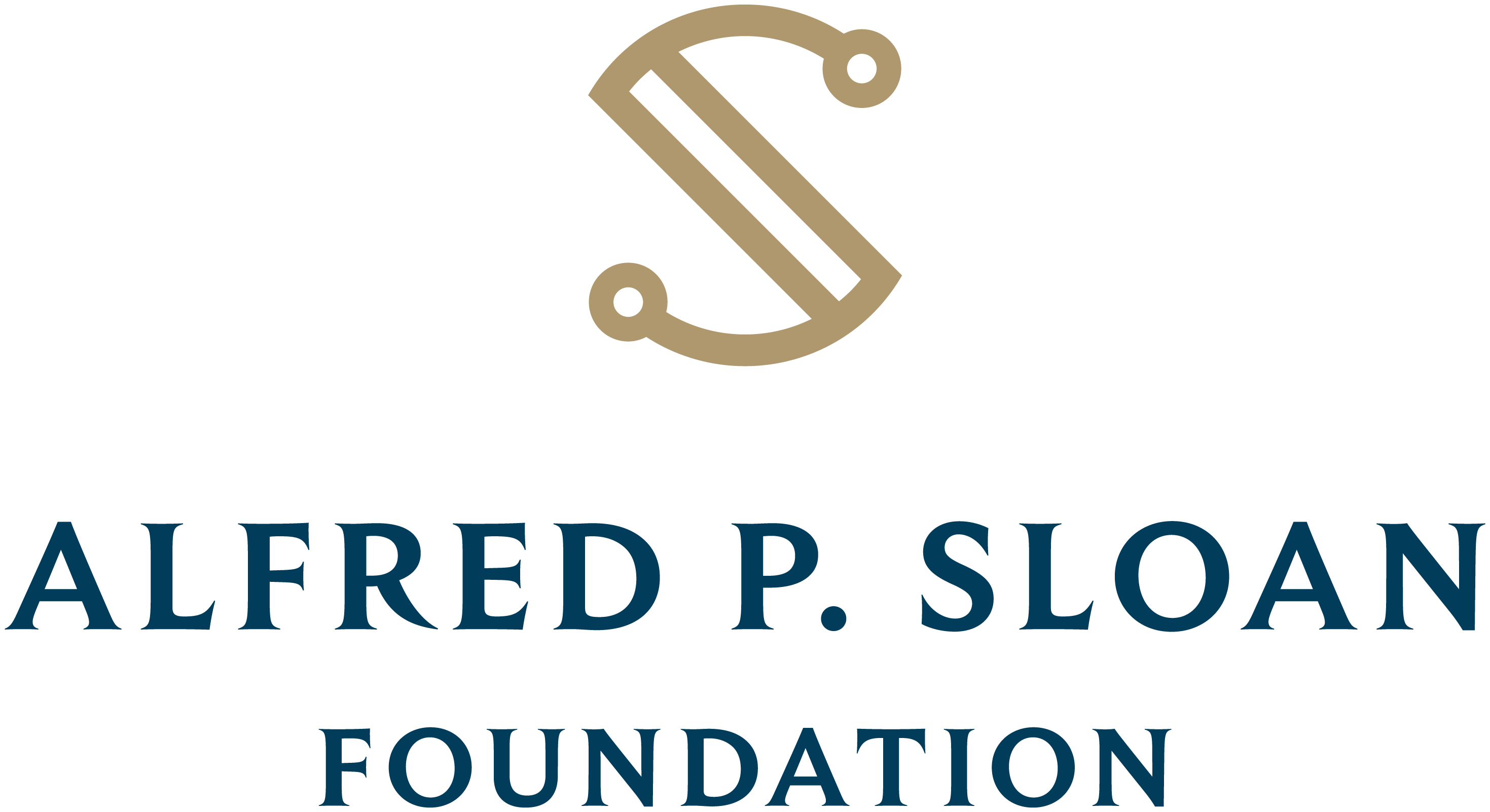
Logo de la Fondation Alfred P. Sloan.

Le prix Alfred P. Sloan est une récompense attribuée chaque année depuis 2003 pendant le festival du film de Sundance, à un long-métrage qui soit met l'accent sur la science ou la technologie, soit présente un personnage principal scientifique, ingénieur ou mathématicien.
La Fondation Alfred P. Sloan octroie au gagnant un prix en espèces de 25 000 dollars.

## Films lauréats
| Année | Titre du film                                          | Réalisateur          | Scénariste(s)                         |
| ----- | ------------------------------------------------------ | -------------------- | ------------------------------------- |
| 2003  | Dopamine                                               | Mark Decena          | Mark Decena, Timothy Breitbach        |
| 2004  | Primer                                                 | Shane Carruth        | Shane Carruth                         |
| 2005  | Grizzly Man                                            | Werner Herzog        | Werner Herzog                         |
| 2006  | The House of Sand (La Maison de sable - Casa de Areia) | Andrucha Waddington  | Elena Soarez                          |
| 2007  | Dark Matter                                            | Chen Shi-Zheng       | Billy Shebar                          |
| 2008  | Sleep Dealer                                           | Alex Rivera          | Alex Rivera, David Riker (en)         |
| 2009  | Adam                                                   | Max Mayer            | Max Mayer                             |
| 2010  | Obselidia                                              | Diane Bell           | Diane Bell                            |
| 2011  | Another Earth                                          | Mike Cahill          | Mike Cahill, Brit Marling             |
| 2012  | Robot and Frank                                        | Jake Schreier        | Christopher Ford                      |
| 2012  | Valley of Saints                                       | Musa Syeed           | Musa Syeed                            |
| 2013  | Computer Chess                                         | Andrew Bujalski      | Andrew Bujalski                       |
| 2014  | I Origins                                              | Mike Cahill          | Mike Cahill                           |
| 2015  | The Stanford Prison Experiment                         | Kyle Patrick Alvarez | Tim Talbott                           |
| 2016  | Embrace of the Serpent (L'Étreinte du serpent)         | Ciro Guerra          | Ciro Guerra, Jacques Toulemonde Vidal |
| 2017  | Marjorie Prime                                         | Michael Almereyda    | Michael Almereyda                     |
| 2018  | Searching : Portée disparue                            | Aneesh Chaganty      | Aneesh Chaganty, Sev Ohanian          |
| 2019  | Le Garçon qui dompta le vent                           | Chiwetel Ejiofor     | Chiwetel Ejiofor                      |
| 2020  | Tesla                                                  | Michael Almereyda    | Michael Almereyda                     |
| 2021  | Son of Monarchs                                        | Alexis Gambis        | Alexis Gambis                         |
| 2022  | After Yang                                             | Kogonada             | Kogonada                              |
| 2023  | The Pod Generation                                     | Sophie Barthes       | Sophie Barthes                        |
| 2024  | Love Me (en)                                           | Zucheros             | Zucheros                              |
| 2025  | Sally                                                  | Cristina Costantini  | Cristina Costantini, Tom Maroney      |